# همپتون، نیو ساوت ولز
همپتون (به انگلیسی: Hampton) یک منطقهٔ مسکونی در استرالیا است که در نیو ساوت ولز واقع شده‌است.